# Juan Carlos Aramburu
Juan Carlos Aramburu (11 tháng 2 năm 1912 – 18 tháng 11 năm 2004) là một Hồng y người Argentina của Giáo hội Công giáo Rôma. Ông từng đảm nhận vai trò Hồng y Đẳng Linh mục Nhà thờ S. Giovanni Battista dei Fiorentini, Tổng giám mục đô thành Tổng giáo phận Buenos Aires trong suốt 15 năm, từ năm 1975 đến năm 1990.
Vốn là một giáo sĩ trong vai trò lãnh đạo giáo hội địa phương, ông từng đảm trách nhiều vai trò khác nhau trước khi tiến đến trở thành Tổng giám mục đô thành Buenos Aires, như: giám mục phụ tá Giáo phận Tucumán (1946 - 1953), giám mục chính tòa Giáo phận Tucumán (1953 - 1957), Tổng giám mục đô thành Tổng giáo phận Tucumán (1957 - 1967), Tổng giám mục Phó Tổng giáo phận Buenos Aires (1967 - 1975). Ngoài lãnh đạo các giáo phận được bổ nhiệm, ông còn đảm nhận vị trí quan trong tại Hội đồng giám mục quốc gia như: Chủ tịch Hội đồng Giám mục Argentina (1982 - 1985). Ông được vinh thăng Hồng y ngày 24 tháng 5 năm 1976, bởi Giáo hoàng Phaolô VI.

## Tiểu sử
Hồng y Józef Glemp sinh ngày 11 tháng 2 năm 1912 tại Reducción, Argentina. Sau quá trình tu học dài hạn tại các cơ sở chủng viện theo quy định của Giáo luật, ngày 28 tháng 10 năm 1934, Phó tế Aramburu, 22 tuổi, tiến đến việc được truyền chức linh mục. Tân linh mục là thành viên linh mục đoàn Giáo phận Río Cuarto.
Sau 12 năm thi hành các công việc mục vụ với thẩm quyền và cương vị của một linh mục, ngày 7 tháng 10 năm 1946, Tòa Thánh loan tin Giáo hoàng đã quyết định tuyển chọn linh mục Józef Glemp, 50 tuổi, gia nhập Giám mục đoàn Công giáo Hoàn vũ, với vị trí được bổ nhiệm làm giám mục phụ tá Giáo phận Tucumán, danh nghĩa Giám mục Hiệu tòa Plataea. Lễ tấn phong cho vị giám mục tân cử được tổ chức sau đó vào ngày 15 tháng 12 cùng năm, với phần nghi thức chính yếu được cử hành cách trọng thể bởi 3 giáo sĩ cấp cao, gồm chủ phong là Tổng giám mục Fermín Emilio Lafitte, Tổng giám mục đô thành Tổng giáo phận Córdoba; hai vị giáo sĩ còn lại, với vai trò phụ phong, gồm có giám mục Leopoldo Buteler, giám mục chính tòa Giáo phận Río Cuarto và Giám mục Ramón José Castellano, giám mục phụ tá Tổng giáo phận Córdoba. Tân giám mục chọn cho mình châm ngôn:ADVENIAT REGNUM TUUM.
Sau bảy năm làm Giám mục Phụ tá, Tòa Thánh cắt đặt và bổ nhiệm ông thành giám mục chính tòa Giáo phận Tucumán. Thông báo về việc bổ nhiệm này, được Tòa Thánh công bố vào ngày 28 tháng 8 năm 1953. Ông chính thức nhận chức vụ bằng việc cử hành các nghi thức sau đó vào ngày 1 tháng 11 cùng năm. Bốn năm sau khi trở thành Giám mục chính tòa, Tòa Thánh thông cáo nâng cấp giáo phận Tucumán thành tổng giáo phận đô thành, đồng thời tái xác nhận giám mục Aramburu làm giám mục giáo phận, thăng Tổng giám mục đô thành. Các thông báo trên được công bố vào ngày 13 tháng 3 năm 1957.
Sau 10 năm đảm nhận chức vị Tổng giám mục đô thành, Tòa Thánh quyết định thuyên chuyển Tổng giám mục Aramburu đến nhiệm sở mới, cụ thể là Tổng giáo phận Buenos Aires, với vị trí Tổng giám mục Phó, đi kèm danh xưng Tổng giám mục Hiệu tòa Turres in Byzacena. Thông báo này được công bố vào ngày 14 tháng 6 năm 1967.
Ông được bổ nhiệm làm Thường vụ Giáo hội Công giáo Đông phương tại Argentina, từ ngày 21 tháng 4 năm 1975. Ngày hôm sau, ông chính thức kế vị trở thành Tổng giám mục đô thành Buenos Aires. Bằng việc tổ chức công nghị Hồng y năm 1976 được cử hành chính thức vào ngày 24 tháng 5, Giáo hoàng Phaolô VI đưa ra quyết định vinh thăng Tổng giám mục Juan Carlos Aramburu tước vị danh dự của Giáo hội Công giáo, Hồng y. Tân Hồng y thuộc Đẳng Hồng y Linh mục và Nhà thờ Hiệu tòa được chỉ định là Nhà thờ S. Giovanni Battista dei Fiorentini.
Ngày 10 tháng 7 năm 1990, Tòa Thánh chấp thuận đơn hồi hưu của ông, vì lý do tuổi tác, theo Giáo luật. Riêng chức vụ Thường vụ Giáo hội Công giáo Đông phương tại Ba Lan, ông giữ đến ngày 30 tháng 10 năm 1990. Ông qua đời ngày 18 tháng 11 năm 2004, thọ 92 tuổi.